# Oderwitzer Spitzberg
Der Oderwitzer Spitzberg, auch Oberoderwitzer Spitzberg, in Kartenwerken meist Spitzberg, ist ein Kegelberg im Naturraum Östliche Oberlausitz in Sachsen.
Die aus Phonolith bestehenden Gipfelklippen stehen seit 1936 als Naturdenkmal unter Naturschutz. Weithin bekannt ist die auf der Nordseite befindliche Sommerrodelbahn. Auf dem Gipfelplateau befindet sich eine Bergbaude, die über eine Fahrstraße erreichbar ist. An den Gipfelfelsen wurde ein Sportklettergebiet mit über 90 Routen eingerichtet.

## Lage und Form
Der Spitzberg gehört zur Östliche Oberlausitz und ist von den Orten Oderwitz, Spitzkunnersdorf, Leutersdorf, Eibau und Neueibau umgeben. Er weist die typische Form eines Kegelberges auf, allerdings setzt sich sein markanter dreigeteilter Gipfelfelsen deutlich vom Mittel- und Unterhang ab. Auf der Westseite des Gipfels liegt ein Hochplateau, auf dem ein Gemeinschaftsplatz und eine Bergbaude errichtet wurden.
Unterhalb des Gipfelfelsens fällt der Hang des Spitzbergs in nördlicher Richtung sehr sanft ab und geht in den vorgelagerten, 438 Meter hohen Stumpfeberg über, der wiederum flach zur 368 Meter hohen Wilhelmshöhe hin abfällt. Auch in südwestlicher Richtung ist der Hang nur leicht zum vorgelagerten Hofeberg geneigt. Dieser aber bildet einen fast einhundert Meter hohen Steilabfall zum Tal des Spitzkunnersdorfer Bachs. Dieser Bach fließt in östlicher Richtung am Berg vorbei und nimmt dabei das Wasser des Spitzberggrabens auf, der am Südhang des Spitzbergs entspringt.
Auch West- und Osthang des Spitzbergs sind wesentlich steiler geneigt, so liegt etwa das Tal des Landwassers etwa zweihundert Meter tiefer als der Gipfel des Berges. Auch zum Bleicheteichwasser auf der Westseite bei Sorge fällt das Gelände stärker ab.

## Ausblick
Zwei der Gipfelfelsen sind durch Aussichtsplattformen erschlossen, von diesen hat man einen weiten Rundblick über die südöstliche Oberlausitz, das Isergebirge und das angrenzende Nordböhmen. Die wichtigsten Landmarken in Sichtweite sind der Kottmar, der Sonnenhübel, das polnische Kraftwerk Turów (Türchau), Zittau mit seinen Türmen, das Zittauer Gebirge mit Hochwald, Töpfer, Ameisenberg sowie der Lausche und dem Varnsdorfský Špičák (Warnsdorfer Spitzberg). Bei besserer Sicht ist der Ještěd (Jeschken), das Hohe Rad im Riesengebirge sowie einige Tafelberge der Sächsischen Schweiz zu sehen.

## Geschichte
Erstmals urkundlich erwähnt wurde der Berg 1596 im Schöppenbuch von Oberoderwitz. Der Naturforscher Nathanael Gottfried Leske besuchte den Spitzberg um 1785 auf einer seiner Reisen durch die Oberlausitz und beschrieb dessen geologischen Aufbau. Ab 1850 bis etwa Ende des 19. Jahrhunderts wurde am Spitzberg ein Steinbruchbetrieb unterhalten, durch diesen entstanden der steile Abfall im Nordosten des Gipfels, sowie ein Teich auf dem Hochplateau. Das Gestein aus diesem Steinbruch wurde unter anderem auch für den Bau der Kirche in Niederoderwitz verwendet.
Aufgrund seiner großartigen Aussicht wurde der Berg mit der aufkommenden Romantik Mitte des 19. Jahrhunderts zu einem beliebten Ausflugsziel. Die Besteigung war aber nicht immer ganz ungefährlich, so musste etwa der spätere sächsische König Friedrich August II. beim Abstieg von zwei Einheimischen gerettet werden. Man begann daher den Berg zu erschließen, 1860 ebnete man den Felsrücken und legte einen Gesellschaftsplatz an. 1882 wurde der Oderwitzer Gebirgsverein gegründet, der verschiedene Wege anlegte und Geländer anbrachte. Ein weiteres Ziel war die Pflege des Spitzbergs als Naherholungsgebiet, dem sich auch schon der 1861 gegründete Humboldt-Verein verschrieben hatte. 1904 trafen sich Vertreter aller Gebirgsvereine Mitteldeutschlands und Schlesiens auf dem Oberoderwitzer Spitzberg.
Für die in den Jahren 1862 bis 1890 durchgeführte Königlich-Sächsische Triangulation wurde hier 1864 eine Station zweiter Ordnung eingerichtet. Dafür wurde eine 1,2 Meter hohe Säule aus Beyersdorfer Granit mit einem Durchmesser von 49 Zentimetern in den Felsen der höchsten Aussichtsplattform eingelassen. Von diesem Punkt aus konnten die Stationen auf dem Kottmar, dem Schanzberg und der Lausche angepeilt werden. Die Aufschrift der Säule lautet „Station SPITZBERG der Kön. Sächs. Triangulierung 1864.“, der Zusatz Kön. war zwischenzeitlich entfernt worden, wurde aber 2010 wieder restauriert.

Postkarte von 1898 mit einer Ansicht der Bergbaude

1891 errichtete man auf dem Hochplateau eine Bergbaude, diese verfiel aber mit der Zeit und wurde daher von 1964 bis 1965 rekonstruiert. An der Nordseite des Berges erbaute man 1922 eine heute nicht mehr erhaltene Skisprungschanze, auf der 1936 Deutschlands erster „Kunstschnee-Wettkampf“ aus einem Belag von Fichtennadeln ausgetragen wurde. Weiterhin wurde eine Naturrodelbahn angelegt, auf der in den 1950er Jahren auch Skiabfahrtsrennen stattfanden.
Auch für den Klettersport waren die Gipfelfelsen des Spitzbergs interessant. 1930 durchstieg die Klettergilde Türmer 13 erste Wege zum Gipfel. 1952 wurde die Oderwitzer Klettersektion gegründet, es wurden acht verschiedene Routen auf der Nord- und Ostseite erschlossen, die ersten Sicherungshaken wurden 1964 angebracht. 2001 begann man mit der Einrichtung eines Sportklettergebiets am Oderwitzer Spitzberg, welches am 25. Mai 2003 eröffnet wurde. Inzwischen verfügt dieses über mehr als 90 Routen mit dem Schwierigkeitsgrad 1 bis 9 der UIAA-Skala. Für den weiteren Ausbau und die Instandhaltung des Klettergartens wurde am 5. Januar 2005 der Förderverein Sportklettergebiet Oderwitzer Spitzberg e. V. gegründet.
Beim Einrichten des Sportklettergebiets kam es zu Konflikten zwischen Naturschützern und Klettersportlern, da dies ohne Genehmigung der Unteren Naturschutzbehörde erfolgte. So wurden beispielsweise einige Felsen von jeglichem Bewuchs befreit, sowie mehrere Bäume gefällt, um Platz für einen Grillplatz zu schaffen. Weiterhin wurden Schutthalden von der Rekonstruktion der Spitzbergbaude entfernt, obwohl die Vegetation auf diesen kontaminierten Böden zuvor als äußerst wertvoll eingestuft wurde. Dieser Streit gipfelte 2004 in einem Strafverfahren gegen den Betreiber des Kletterparks. Im folgenden Urteil wurde das Klettern am Spitzberg legalisiert und es kam zu einer Annäherung der Interessenvertreter.
Weithin bekannt ist auch die 1995 eröffnete Sommerrodelbahn am Osthang des Berges, auf deren Gelände 12. Oktober 1998 auch eine offizielle Wettermessstation eingeweiht wurde. 2001 erhielt die Rodelbahn einen Umweltpreis für das Engagement bei der naturschutzgerechten Gestaltung des Gebiets.

## Geologie

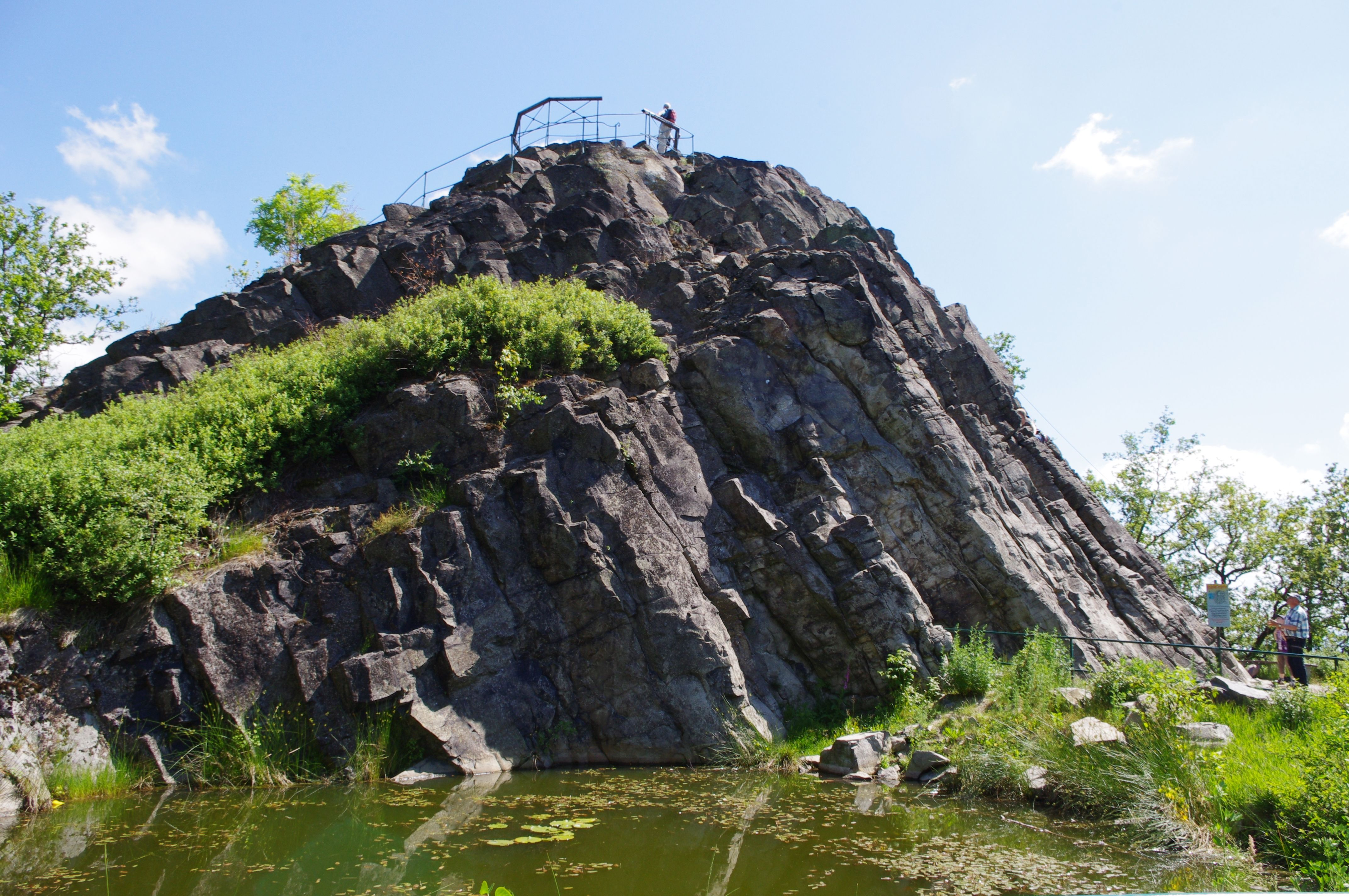
Phonolithische Gipfelklippen, der Aufbau aus schräg verlaufenden Platten und Säulen ist gut erkennbar

Durch vulkanische Aktivitäten im Miozän entstand das Böhmische Mittelgebirge, die Auswirkungen dieser Vorgänge erstreckten sich bis in die Oberlausitz. Auch hier entstanden zahlreiche vulkanische Berge, wie etwa die Lausche oder der Spitzberg. Der Untergrund aus Tuffen und Nephelinbasanit wurde in einem ersten Schritt von einer bis zu 100 Meter mächtigen Schicht aus Basaltlava überdeckt. Später wurde diese Decke von Strömen phonolithischer Lava durchbrochen. Abtragungsprozesse in der Elster-Kaltzeit formten die erloschenen Vulkane zu flachen Kuppen und Kegelbergen. Durch weitere Frostverwitterung in der Saale- und Weichsel-Kaltzeit wurden die Bergkuppen weiter abgetragen und bildeten Geröllhalden an den lössbedeckten Berghängen.
Der Gipfelfelsen des Spitzbergs besteht vollständig aus Phonolith, im Norden tritt dieser meist plattig, im Südosten dagegen in Säulen bis zu einem Meter Durchmesser auf. Die schräg nach oben verlaufende Anordnung dieser Säulen zeigt an, dass es sich bei diesen Klippen um eine ehemalige Schlotfüllung handelt. Der Basalt am Nord- und Westhang des Berges ist von braun- bis dunkelvioletten Lapillituffen durchzogen, die für eine rötliche Färbung des Ackerbodens sorgen.

## Flora und Fauna
Die Gipfelklippen des Berges stehen seit 1935 unter Naturschutz. Im Vergleich mit den Basaltbergen weist die Vegetation hier eine deutliche Verarmung auf. Während Mittel- und Unterhang für die Landwirtschaft genutzt werden, wurden große Teile des Oberhangs mit Fichten bepflanzt. Am Südhang sind dagegen Stieleichen, Birken und Ebereschen vorherrschend, die Bodenvegetation bilden dort säureliebende Arten wie etwa Heidelbeere, Draht-Schmiele, Wiesen-Wachtelweizen, Doldiges Habichtskraut und Schattenblumen. An sonnenreichen Stellen wie etwa Waldrändern finden sich Wilde Platterbsen, Bärenschote, Maiglöckchen, Wirbeldost und Steinbeere. Auf den krautigen Wiesen am Westhang treten Borstige Glockenblumen, Weidenblättriger Alant, Moor-Klee, Große Bibernelle, Gewürz-Kälberkropf, Arnika und Weichhaariger Hohlzahn auf.
Am Nordhang wachsen in dem Schattenlagen Eschen, die Gewöhnliche Traubenkirsche, Bergulmen und Haselnusssträucher. Als typische Arten der Basaltberge gedeihen hier Seidelbast, Wald-Bingelkraut, Geflecktes Lungenkraut und Nickendes Perlgras. Die Gewächse der mittleren Höhenlagen sind hier vertreten durch Roten Holunder und das Fuchssche Greiskraut. Auch Farne sind hier anzutreffen, wie etwa der Nordische Streifenfarn und Südlagen oder der Gewöhnliche Tüpfelfarn in schattigen Lagen.